# Повуа-де-Ланьозу (парафія)
Повуа-де-Ланьозу (порт. Póvoa de Lanhoso; МФА: [ˈpɔ.vu.ɐ dɨ ɫɐ.ˈɲo.zu]) — парафія в Португалії, у муніципалітеті Повуа-де-Ланьозу. Розташована в північно-західній частині країни, на теренах історичної португальської провінції Дору-Міню. Входить до складу округу Брага. За адміністративним поділом, чинним до 1976 року, терени парафії були складовою провінції Міню. Належить до Бразької архідіоцезії Католицької церкви. Патрон — Діва Марія. Площа — 5,7032 км². Населення — 5048 ос. (2011). Середньо урбанізований регіон. Густота населення — 885,12 осіб/км²
. Код — 030919.

## Назва
- Повуа-де-Ланюзу (Носса Сеньора-ду-Ампару) (порт. Póvoa de Lanhoso (Nossa Senhora do Amparo)) — офіційна назва.
- Носса Сеньора-ду-Ампару (порт. Nossa Senhora do Amparo) — інша назва.

## Населення
| 1930  | 1940  | 1950  | 1960  | 1970  | 1981  | 1991  | 2001  | 2011  |
| 1 558 | 1 888 | 1 762 | 1 849 | 1 879 | 2 514 | 3 548 | 4 602 | 5 052 |